# PocketStation
PocketStation（ポケットステーション）は、1999年1月23日に発売された小型の携帯型ゲーム機。発売元はソニー・コンピュータエンタテインメント (SCE) （現・ソニー・インタラクティブエンタテインメント (SIE) ）。型番は SCPH-4000 。通称「ポケステ」。

## 開発
ビジネス用ではない個人用のPDAとして、ゲーム面ではPlayStationと連携する携帯型ゲーム機として開発され、周辺機器として販売された。
開発意図はプレイステーションで培ったソフトを携帯型ゲーム機でどのように共有していくかであり、開発時のイメージは任天堂のゲームボーイに近かった。
第三者からは開発当時人気を博していた『たまごっち』を意識したデザインと性能になっていると評価されるが、開発担当者の岡本伸一はそれを否定している。
ボディカラーはホワイトとスケルトンの2色で、開発当初はどのようなゲームが本機に対応するか予想つかなかったため、無機質な色が選ばれた。

## 沿革
- 1998年
  - 2月19日 - メモリーカードを発展させた超小型PDAを開発したと発表[2]。
  - 10月8日 - 12月23日に発売することを発表[5]。
  - 10月9日～11日 - 東京ゲームショウ '98秋で初公開。
  - 12月9日 - 発売日延期を発表[6]。
- 1999年1月23日 - 発売。
PocketStation用ミニゲームが付属するPlayStation用ゲームソフト『どこでもいっしょ』がヒット。ゲーム内にポケット・ピープルと呼ばれる5種類のキャラクターが登場する。その中で「井上トロ」が女子高生を中心に好評を得ていた[7]。供給量の不足と重なり一時期は入手困難な状態となった[8]。
- 1999年2月11日
PocketStationにも対応するソフトとして、『ファイナルファンタジーVIII』が発売。99年の対応ソフトの中で売上が1位となった。本編で使用するアイテムの収集など、様々な要素が盛り込まれている[7]。
- 1999年7月 - 累計販売個数が100万個突破。
- 1999年10月 - 累計販売個数が200万個突破[7]。
- 2002年7月19日 - PocketStation生産終了[9]。
- 2013年12月3日 - PS Vitaアプリとして復活[8]。
PlayStation Vita用無料アプリ『PocketStation for PlayStation Vita』を配信することを11月5日に発表。このアプリを使うことでゲームアーカイブスで配信されているPocketStation対応ソフトをPS Vita上で楽しむことができるようになる。PocketStationがなくては動作しなかったためこれまでゲームアーカイブスで提供できなかった『どこでもいっしょ』も同日に配信開始となる[10]。

## ハードウェア
詳細は公式サイトを参照。
CPU
PlayStation用メモリーカードとほぼ同じ大きさのボディに、32ビット RISC CPUを内蔵する。
画面
画面は32ドット四方の反射型モノクロ液晶ディスプレイで、PlayStationのロゴタイプがうっすらと浮かび上がっている。
操作系
操作ボタンは上・下・左・右の4つの方向ボタンと決定ボタンがひとつ付いているのみである。
通信
上部には赤外線通信ポートを搭載し、PocketStation同士での通信が可能となっている。一部のサード製PSソフトでは、任天堂のゲームボーイカラーやバンダイのワンダースワンと本機を介した赤外線通信ができるものがある。ワンダースワンのソフトの中にもWonderWaveと呼ばれる赤外線通信機能を本体に増設することで、本器とデータの送受信が可能となるソフトがある。「デジタルパートナー」などが代表的である。注意点は2000年代までに生産されたテレビのリモコンなど、旧式の規格の赤外線発生装置にしか反応しない。
電源
電源としてコイン型リチウム電池を1個必要とする。使用環境にもよるが電池の消耗が早く、頻繁に交換する必要があったため、電池のフタのネジを外せるドライバーと予備の電池が収納できるポケットドライバーが発売されていた。

### スペック
- CPU：32ビット RISC CPU ARM7T
- メモリ：SRAM 2キロバイト、フラッシュメモリ 128キロバイト（PS1専用メモリーカード領域と兼用）
- 画面：32×32ドット 反射型モノクロ液晶ディスプレイ
- サウンド：小型スピーカー（10ビットPCM）
- 通信：赤外線方式（双方向・IrDA準拠）
- 電源：ボタン型電池（CR2032）×1
- 付属品：ストラップ

### 発売モデル
発売当初は光沢のあるホワイトモデル (SCPH-4000) のみだったが、後にスケルトンボディのクリスタルモデル (SCPH-4000C) も発売された。また、『遊☆戯☆王 真デュエルモンスターズ 封印されし記憶』の限定版にはクリスタルブラック、『ときめきメモリアル2』の限定版にはクリアピンクのPocketStationが同梱された。

## 使用方法
主にPlayStationのゲーム本編に付随するミニゲームを遊ぶために使用された。
モバイルコンピュータとして動作するデータをPlayStationから転送する前の状態で搭載されている機能は、カレンダーと時計機能とメモリーカードとしてセーブデータを保存する機能のみ。赤外線通信を行う時に光るLEDは、PlayStationがメモリーカードにアクセスしている時にも光る。
PocketStation上でゲームをプレイするためには、まずゲームデータをPlayStationから転送する必要がある。そのためPocketStation単体での使用はできない。操作パネルを上に90度持ち上げ、PlayStation本体のメモリーカードスロットへ挿入する。挿入すると赤外線通信ポートに内蔵されたLEDが赤く光るとともに、電子メロディが鳴る。システム上､ミニゲームは通常のセーブデータと同じ扱いであり､最低1ブロックを利用してセーブを行う形式となる｡当然ではあるが通常のPlayStation用メモリーカードとしての使用も可能。また、メモリーカードとしてセーブデータを記録している場合、PS上で表示されるセーブデータアイコンを表示できるのだが、タイトルによってはPocketStationでの表示用に用意されたアイコンが表示される。
また、ミニゲームはセーブ用の領域が許す限り、いくつでも導入することができる。メニューでプレイしたいゲームを選ぶ事で自由に変更することが出来た。
本体には時計が内蔵されておりアラーム機能付きの時計として利用できるほか、カードスロット経由でプレイステーションから時刻を参照することもできた。一部のソフトではゲーム内で時刻を連動させたり特定の日時にイベントを発生させるのに使用されている。
非公式に、インターネット上でPocketStation用ゲームソフトの開発ツールが出回っており、一部では自主制作ソフトも公開されていた。パソコン上で開発したゲームソフトをPocketStationに転送するためには、PlayStation用メモリカードのリーダー・ライターが必要となる。

### 次世代ゲーム機での対応
PlayStation側 - PSと互換性があるPlayStation 2でも使用可能（PSXは形状が本体に入らないため使用不可）。
PlayStation 3の互換機能では、エミュレーターがポケットステーションを認識できないため非対応。
PlayStation Vitaはポケットステーションに対応したPlayStationソフト（ただし、ゲームアーカイブス経由で購入したもののみ）に「PocketStation for PlayStation Vita」の無料アプリケーションを本体にダウンロードすることで再現が可能となる。キーロック（時計が表示されている画面で、決定ボタンを押しっぱなしにしながら上下左右の方向ボタンを各1回ずつ押す）に別の機能が割り当てられている。
PlayStation 4（Proを含む）・PlayStation 5ではPSの互換性を取り除いたため、使用できない。

## 反響
開発者の岡本伸一は「"身につけられるコンピューター”をコンセプトに、わずか30グラムのボディーに機能を詰め込みました。さわるすべての人にエンターテイメントとは何かということを教えてくれるマシンです」と述べた。しかし『どこでもいっしょ』以降は目立ったヒット作も生まれず、ほとんどはPlayStationのおまけミニゲーム程度だった。
荒すぎたドットがユーザーの不評を買ったこともあり、やがて対応ソフトの開発も減少、発売から約3年半で生産終了となった。ゲームハードとして使わなくなってからはメモリーカードとして使用するプレーヤーもいた。

## 対応ゲームソフト一覧
50音順に記載。

### PlayStation ソフト
- アークザラッドIII（SCE）
- アーマード・コア マスターオブアリーナ（フロム・ソフトウェア）
- R4 -RIDGE RACER TYPE 4-（ナムコ）
- I.Q FINAL（SCE）
- 愛蔵版 封神演義（コーエー）
- iモードもいっしょ（SCE）
- アクアノートの休日2（アートディンク）
- アニメチックストーリーゲーム1 カードキャプターさくら（アリカ）
- 家にポチがやってきた in my pocket（コナミ）
- 一撃 鋼の人（バンダイ）
- ヴァンピール 吸血鬼伝説（アートディンク）
- ウイニングポスト4 プログラム2000（コーエー）
- SDガンダム英雄伝 大決戦!!騎士VS武者（バンダイ）
- お見合いコマンドー バカップルにつっこみを（エニックス）
- お水の花道（ポニーキャニオン）
- おみせde店主（テクノソフト）
- カードキャプターさくら クロウカードマジック（アリカ）
- CHAOS BREAK -Episode from "CHAOS HEAT"（タイトー）
- 汽車でGO!（タイトー）
- キャイーンのたのしメール（The SECOND）
- ギャロップレーサー3（テクモ）
- キョロちゃんのプリクラ大作戦（ヒューマン）
- 筋肉番付 vol.3 〜最強のチャレンジャー誕生!〜（コナミ）
- クラッシュ・バンディクー3 ブッとび!世界一周（SCE）
- グランディア（ゲームアーツ）
- ケータイ・エディ（インクリメントP）
- K-1 王者になろう!（エクシング）
- ケロケロキング（メディアファクトリー）
- こねこもいっしょ（SCE）
- こもっち（ビクターインタラクティブソフトウェア）
- サイキックフォース2（タイトー）
- 西遊記（コーエー）
- サガ フロンティア2（スクウェア）
- サムライスピリッツ新章 〜剣客異聞録 甦りし蒼紅の刃〜（SNK）
- サルゲッチュ（SCE）
- 三洋パチンコパラダイス4 〜寿司屋だ源さん〜（アイレム）
- THE ダブルシューティング（タイトー/ディースリー・パブリッシャー）
- THE パワーショベル（タイトー/ディースリー・パブリッシャー）
- シーバス1-2-3 DESTINY! 運命を変える者!（ジャレコ）
- ジェットでGO!（タイトー）
- シスター・プリンセス（メディアワークス）
- ジョジョの奇妙な冒険（カプコン）
- 私立ジャスティス学園 熱血青春日記2（カプコン）
- 水族館プロジェクト 〜フィッシュハンターへの道〜（テイチク）
- スーパーロボット大戦α（バンプレスト）
- 進め!海賊（アートディンク）
- ストリートファイターZERO3（カプコン）
- スノポケラー（アトラス）
- スパイロ・ザ・ドラゴン（SCE）
- スパイロ×スパークス トンでもツアーズ（SCE）
- 聖剣伝説 LEGEND OF MANA（スクウェア）
- ダービースタリオン99（アスキー）
- 太陽のお告げ（プログレス）
- 玉繭物語（元気）
- たれごろ -たれぱんだのいる日常-（バンダイ）
- Dance Dance Revolution 3rdMIX（コナミ）
- Dance Dance Revolution 4thMIX（コナミ）
- チョコボコレクション（スクウェア）
- チョコボスタリオン（スクウェア）
- チョロQワンダフォー!（タカラ）
- テイルズ オブ エターニア（ナムコ）
- テーマ アクアリウム（エレクトロニック・アーツ）
- テクノビービー（コナミ）
- デジモンテイマーズ ポケットクルモン（バンダイ）
- デジモンワールド2（バンダイ）
- デジモンワールド デジタルカードアリーナ（バンダイ）
- デビルサマナー ソウルハッカーズ（アトラス）
- 電車でGO! プロフェッショナル仕様（タイトー）
- 電車でGO! 名古屋鉄道編（タイトー）
- 伝説獣の穴 モンスターコンプリワールド ver.2（アイディアファクトリー）
- トゥルーラブストーリー・ファンディスク（アスキー）
- ときめきメモリアルドラマシリーズ Vol.3 旅立ちの詩（コナミ）
- ときめきメモリアル2（コナミ）
- どこでもいっしょ（SCE）
- どこでもハムスター2（ちゅー）（ベック）
- 賭博黙示録カイジ（講談社）
- ドラえもん3 魔界のダンジョン（エポック社）
- トロンにコブン（カプコン）
- ナジャヴの大冒険（ナムコ）
- バーガーバーガー2（ギャップス）
- ハイパーバリュー2800 花札（コナミ）
- ハイパーバリュー2800 麻雀（コナミ）
- ハイパーバリュー2800 ハイパーパチンコ（コナミ）
- PAQA（SCE）
- バスライズ（バンダイ）
- パチスロ完全攻略 アルゼ公式ガイド4（シスコン）
- パチスロ帝王 〜ビッグウェーブ・ピカ吾郎・BBジャンキー7〜（メディアエンターテイメント）
- パチスロ帝王Mini 〜Dr.A7〜（メディアエンターテイメント）
- パチスロ帝王2 〜花月・ツーペア・ビーバーX〜（メディアエンターテイメント）
- パチスロ帝王3 〜シーマスターX・イプシロンR・ワイワイパルサー2〜（メディアエンターテイメント）
- パチスロ帝王4 〜おいちょカバX・マジカルポップス・レキオ30〜（メディアエンターテイメント）
- パチスロ帝王5 〜コングダム・フライングモモンガ・スーパースターダスト2〜（メディアエンターテイメント）
- パチスロ帝王6 〜カンフーレディ・バンバン・プレリュード2〜（メディアエンターテイメント）
- パチスロ帝王W 〜アラベスクR・ホットロッドクィーン〜（メディアエンターテイメント）
- パチスロ帝王 〜山佐Remix〜 花月・シーマスターX・マジカルポップス・アストロライナー7（メディアエンターテイメント）
- パチスロ帝王7 メーカー推奨マニュアル1 〜ビートザドラゴン2・ルパン三世・ホットロッドクィーン〜（メディアエンターテイメント）
- パチスロ帝王 ビートザドラゴン2（メディアエンターテイメント）
- パチスロ帝王 〜バトルナイト・アトランチスドーム〜（メディアエンターテイメント）
- パチスロ帝王 メーカー推奨マニュアル2 〜アイスストーリー〜（メディアエンターテイメント）
- パチスロ帝王 メーカー推奨マニュアル3 アイムエンジェル〜ホワイト2&ブルー2〜（メディアエンターテイメント）
- パチスロ帝王 メーカー推奨マニュアル4 〜エキゾースト・大江戸桜吹雪2〜（メディアエンターテイメント）
- パチスロ帝王 〜バニーガールSP〜（メディアエンターテイメント）
- パチスロ帝王 メーカー推奨マニュアル5 〜レースクイーン2・トムキャット〜（メディアエンターテイメント）
- バトル昆虫伝（ジャレコ）
- ハムスターのお出かけ（加賀テック）
- ハムスター物語（カルチャーブレーン）
- ハローキティ ホワイトプレゼント（ハドソン）
- パワーショベルに乗ろう!!（タイトー）
- Piとメール（ハドソン）
- ファイナルファンタジーVIII（スクウェア）
- ファイヤープロレスリングG（ヒューマン）
- fun!fun!Pingu 〜ようこそ!南極へ〜（SCE）
- フィッシュアイズ2（ビクターインタラクティブソフトウェア）
- ぷよぷよ〜ん カーくんといっしょ（コンパイル）
- ぷよぷよBOX（コンパイル）
- ブライティス（SCE）
- プルムイ プルムイ（ディースリー・パブリッシャー）
- ブレンド×ブランド おでかけ合成RPG（トンキンハウス/東京書籍）
- プロ野球シミュレーション ダグアウト'99（デジキューブ）
- BOYS BE… 2nd Season（講談社）
- 牧場物語 ハーベストムーン（ビクターエンタテインメント）
- 牧場物語 ハーベストムーン for ガール（ビクターインタラクティブソフトウェア）
- ぼくは航空管制官（シスコン）
- ぽけかの 〜愛田由美〜（データム・ポリスター）
- ぽけかの 〜宝条院静香〜（データム・ポリスター）
- ぽけかの 〜植野史緒〜（データム・ポリスター）
- ポケ単（SCE）
- ポケットじまん（SCE）
- ポケットダンジョン（SCE）
- ポケットチューナー（リバーヒルソフト）
- ポケットデジモンワールド（バンダイ）
- ポケットデジモンワールド ウィンドバトルディスク（バンダイ）
- ポケットデジモンワールド クール&ネイチャーバトルディスク（バンダイ）
- ポケットファミリー〜しあわせ家族計画（ハドソン）
- ポケットムームー（SCE）
- ポケラー（アトラス）
- ポケラーDXピンク（アトラス）
- ポケラーDXブラック（アトラス）
- ポップンミュージック2（コナミ）
- ポップンミュージック3 アペンドディスク（コナミ）
- ポップンミュージック4 アペンドディスク（コナミ）
- ポポローグ（SCE）
- 麻雀鳥頭紀行（メディアリング）
- ミスタープロスペクター ほりあてくん（アスク）
- みんなのGOLF2（SCE）
- メカポケラー（アトラス）
- めざせ!名門野球部（ダズ）
- メタルギアソリッド インテグラル（コナミ）
- メダロットR パーツコレクション（イマジニア）
- 桃太郎電鉄V（ハドソン）（初回版の付属CD-ROMのみ対応。）
- モンスターコンプリワールド（アイディアファクトリー）
- モンスターファーム2（テクモ）
- もんすたあ★レース（コーエー）
- 遊☆戯☆王 真デュエルモンスターズ 封印されし記憶（コナミ）
- 悠久組曲 All Star Project（メディアワークス）
- ヨシモトムチッ子大決戦 〜南の島のゴロンゴ島〜（ソニー・ミュージックエンタテインメント）
- ラーメン橋（トミー）
- ラグナキュール レジェンド（アートディンク）
- ラブひな 愛は心の中に（コナミ）
- ラブひな2 〜言葉は粉雪のように〜（コナミ）
- ランドメーカー（タイトー）
- リモートコントロールダンディ（ヒューマン）
- ルームメイト 〜井上涼子〜（データム・ポリスター）
- ルナティックドーン3（アートディンク）
- レイクマスターズPRO 日本縦断黒鱒紀行（ダズ）
- レイクライシス（タイトー）
- 霊刻 -池田貴族心霊研究所-（メディアファクトリー）
- レーシングラグーン（スクウェア）
- レジェンド オブ ドラグーン（SCE）
- ロックマン（カプコン）
- ロックマン2 Dr.ワイリーの謎（カプコン）
- ロックマン3 Dr.ワイリーの最期!?（カプコン）
- ロックマン4 新たなる野望!!（カプコン）
- ロックマン5 ブルースの罠!?（カプコン）
- ロックマン6 史上最大の戦い!!（カプコン）
- ワールドスタジアム3（ナムコ）
- ワールドスタジアム4（ナムコ）
- ワールドスタジアム5（ナムコ）
- ワールド・ネバーランド2 〜プルト共和国物語〜（リバーヒルソフト）
- われら密林探検隊!!（ビクターインタラクティブソフトウェア）
- ワンダーウェーブ（バンダイ）
- ONE PIECE とびだせ海賊団!（バンダイ）

### PlayStation 2ソフト
- 電車でGO!3通勤編（タイトー）
- 電車でGO!新幹線 山陽新幹線編（タイトー）
- 東京バス案内（サクセス）